# Liturgiam authenticam
Liturgiam authenticam je instrukce Svatého stolce z 28. května 2001. Požaduje, aby překlady liturgických textů z originálního latinského znění do národních jazyků byly co nejvěrnější originálu. V instrukci doslova stojí, že „původní text, jak jen to je možné, musí být překládán v co nejpřesnějším stylu, bez vynechání či přidání významu a bez parafrází a glos.“

## Oběžník z roku 2006 a překlad slov „pro multis“
Na instrukci Liturgiam authenticam se taktéž odvolává oběžník, který zaslala Kongregace pro bohoslužbu a svátosti 17. října 2006 předsedům biskupských konferencí, ohledně překladu latinských slov „pro multis“, která kněz vyslovuje při proměňování vína. Úsloví znamená přesně „za mnohé“, což však mnozí překladatelé nerespektovali a přeložili slovy „za všechny“ („Toto je kalich mé krve, která se prolévá za vás a za všechny na odpuštění hříchů.“). Kongregace uložila biskupským konferencím těch zemí, kde se užívá nepřesného překladu (včetně České republiky), aby v dalších dvou letech podnikly nezbytnou katechezi věřících a připravily je tak na opravu překladu.
Jako první na výzvu reagovala v roce 2009 (tedy i tak se zpožděním) maďarská biskupská konference a nařídila svým kněžím, aby používali slov „za mnohé“. Schválen je již i nový kompletní překlad římského misálu do angličtiny, který vejde v platnost v roce 2011. V něm je kromě mnoha dalších změn v duchu instrukce Liturgiam authenticam změněna i formulace „for all“ na „for many“.